# Větry

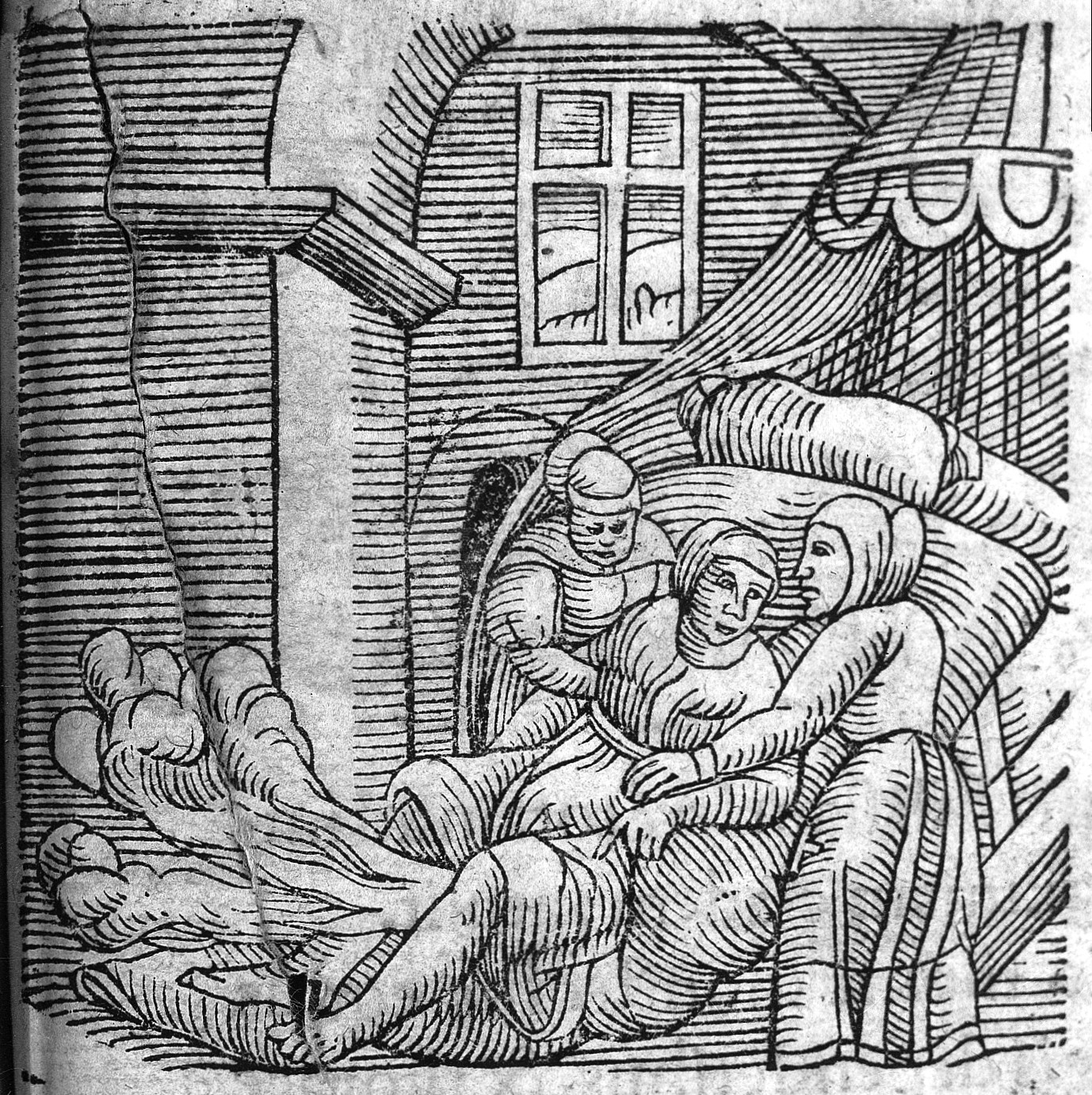
Ilustrace trpícího nadýmáním

Větry (vulgárně prd či prdy, v odborném názvu se používá i latinské slovo flatus označující též dech či vánek) je označení pro směs plynů, zpravidla nepříjemně zapáchající, produkovanou v trávicím traktu (tento jev se nazývá plynatost či nadýmání odborně meteorismus) a vypuzovanou konečníkem v rámci procesu zvaného flatulence neboli vulgárně prdění; chybí-li tato závěrečná fáze, takzvané zaražené větry mohou působit značné bolesti. Vypouštění plynu bývá doprovázeno charakteristickým zvukem vyvolaným kmitáním tkání v okolí řitního otvoru. Kromě rektálního flatu je v medicíně popsán i vaginální flatus.
Jako mnoho jiných slov označujících činnosti spojené s vyměšováním se i vulgární slovo „prd“ používá v expresivní mluvě (viz sprosté slovo), zpravidla označuje nicotnost.

## Složení
Průměrné složení flatu je 59 % dusíku, 21 % vodíku, 9 % oxidu uhličitého, 7 % metanu a 4 % kyslíku. Tato směs je díky obsahu metanu a vodíku hořlavá, nicméně zastoupení těchto plynů silně záleží na bakteriích, které žijí ve střevě. Pach flatu je dán sulfanem, který obsahuje síru. Mezi množstvím zkonzumované potravy obsahující síru a výsledným pachem je úměra. Teplota plynů až do jejich úniku odpovídá tělesné teplotě, tedy asi 36,5 °C.
Uvedené složení plynů je orientační a platí pro zdravého člověka s vyváženým složením potravy, individuální odchylky závisí na převažujícím typu střevních bakterií a na konkrétním složení potravy.
V případě nevhodného složení bakteriální obsádky tlustého střeva dochází k zvýšené tvorbě střevních plynů, tento stav se nazývá dolní dyspeptický syndrom.

## Příčiny a rozsah produkce

### Fyziologická plynatost
Potravinami způsobujícími plynatost více než jiné jsou (pro svou částečnou nestravitelnost): bobovité luštěniny, brukvovité (např. zelí) obsahující glukosinoláty, česnekovité obsahující alicin, sýry a vejce, u lidí špatně trávících pak mléko a některé mléčné výrobky (intolerance laktózy) nebo lepek neboli gluten (obě intolerance jsou někdy sdružené; dále viz níže). Mezi nápoje patří veškeré sycené a alkoholické. Samotný sulfan je však ve směsi plynů zastoupen méně než jedním procentem, což ale dostačuje pro vytvoření zápachu.
Plynatost po požití fazolí a jiných luštěnin je dána vysokým obsahem oligosacharidů (rafinózy), které není schopno trávicí ústrojí (člověka) strávit. Jakmile se tyto cukry dostanou do střev, střevní bakterie při jejich rozkladu produkují velké množství plynu. Část výsledné směsi však pochází i z jiných zdrojů, například oxid uhličitý pochází z reakce slin s žaludeční kyselinou.
Průměrný člověk podle jednoho ze zdrojů vytvoří přibližně půl litru střevních plynů denně a v průměru si člověk od střevních plynů uleví cca 14krát denně.

### Patologická plynatost
Chronická a na základě stravy obtížně vysvětlitelná plynatost může být projevem různých zdravotních neduhů a nemocí, například intolerance laktózy (mléka) nebo lepku (celiakie), ale také například Crohnovy choroby.
Plynatost zmírňují byliny označované jako karminativa, například kmín, anýz či máta.

## Únik plynů
K samotnému úniku plynů (prdění) dochází někdy bez nápadných slyšitelných projevů, případně s tichým zasyčením, jindy však i s velmi hlučným charakteristickým zvukovým efektem (prdem).
Rychlost úniku plynů je v průměru 3 m/s, individuální odchylky rychlosti v ústí jsou možné a závisí na aktuálním tlaku plynu.

## Hořlavost plynů
V případě tzv. kvasné dyspepsie, která vzniká snáze při převaze sacharidů v potravě, je převažujícím plynem CO2, při tzv. hnilobné dyspepsii (převaha masa v potravě) převažuje ve vznikajících plynech metan a vodík. Oba typy dyspepsií se liší jak množstvím produkovaných plynů, tak jejich hořlavostí. Zatímco plyn vznikající při hnilobné dyspepsii lze vně trávicího traktu těsně při zakončení trávicí trubice zapálit, plyn vznikající při kvasné dyspepsii plamen zháší.